# 永田伸吾
永田 伸吾（ながた しんご）は、日本の政治学者。法学博士（金沢大学）。
金沢大学人間社会研究域法学系 客員研究員。他に、金沢大学人間社会学域国際学類や石川工業高等専門学校一般教育科の非常勤講師を務める。第16回、雄叫杯争奪安全保障問題弁論大会(防衛大学校) 準優勝。

## 略歴
1991年に法政大学法学部政治学科へ入学。大学在学中は、法政大学弁論部に所属していた。大学卒業後、東京国際大学大学院国際関係学研究科において国際関係学研究を専攻。2000年、金沢大学大学院社会環境科学研究科に進学し、博士課程を修了した。
2006年から2020年まで、金沢大学大学院人間社会環境研究科 客員研究員。2018年から、北陸大学経済経営学部マネジメント学科の非常勤講師を務めている。
また、2021年より戦略研究学会大会委員会副委員長を担当。

## 著作等

### 共著
- 『平成19~21年度文部科学省大学院教育改革支援プログラム「プロジェクト研究を通じた自立的研究者養成」事業報告書』（金沢大学大学院人間社会環境研究科プロジェクト研究運営委員会、2010年）
- 『社会性認識と自閉症スペクトラム障害に関する文理融合型研究の海外展開プログラム：事業の概要と今後の展望』（金沢大学子どものこころの発達研究センター 、2013年）
- 『自閉症の倫理学：彼らの中で、彼らとは違って』（勁草書房、2013年）
- 『戦争と平和ブックガイド：21世紀の国際政治を考える』（ナカニシヤ出版、2021年）
- 『国際政治と進化政治学：太平洋戦争から中台紛争まで』（芙蓉書房出版、2023年）

### 論文
- 『カンボジア紛争とポル・ポト政権の「正統性」：第34回国連総会の対応を中心に（研究ノート）』（『社会環境研究』、(8)、171-180、2003年）
- 『カーター政権とカンボジア国連代表権問題：人権外交の限界と国際政治』（『国際関係学研究』、(17)、127-144、2004年）
- 『ヴェトナム・カンボジア紛争と「人道的介入」：その評価と問題点』（『社会環境研究』、(9)、43-53、2004年）
- 『カーター政権と国際連合：重視から軋轢へ』（『国際関係学研究』、(20)、97-109、2007年）
- 『「英雄的国家」ヴェトナムの孤立化：「新冷戦」への一契機として』（『人間社会環境研究』、(13)、61-73、2007年）など

## 専門分野
- 国際関係論
- 政治学
- 史学一般
- 科学社会学、科学技術史

## 受賞歴
- 防衛大学校『第16回雄叫杯争奪安全保障問題弁論大会』準優勝（1992年）。